# Painel solar fotovoltaico
Painéis solares fotovoltaicos, também chamados de placas solares fotovoltaicas, são dispositivos utilizados para converter a energia da luz do Sol em energia elétrica. Os painéis solares fotovoltaicos são compostos por células solares, assim designadas já que captam, em geral, a luz solar. Estas células são, por vezes, e com maior propriedade, chamadas de células fotovoltaicas, ou seja, criam uma diferença de potencial elétrico por ação da luz (seja do Sol ou da sua casa). As células solares contam com o efeito fotovoltaico para absorver a energia do sol e fazem a corrente elétrica fluir entre duas camadas com cargas opostas.
Atualmente, os custos associados aos painéis solares, que são muito caros, tornam esta opção ainda pouco eficiente e rentável. O aumento do custo dos combustíveis fósseis e a experiência adquirida na produção de célula solares, que tem vindo a reduzir o custo destas células, indica que este tipo de energia será tendencialmente mais utilizado.

## Teoria e construção

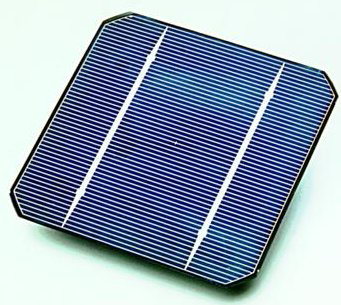
Uma célula fotovoltaica.

O silício cristalino e o arsenieto de gálio são os materiais mais frequentemente utilizados na produção de células solares. Os cristais de arsenieto de gálio são produzidos especialmente para usos fotovoltaicos, mas os cristais de silício tornam-se uma opção mais econômica, até porque são também produzidos com vista à sua utilização na indústria da microeletrónica. O silício policristalino tem uma percentagem de conversão menor, mas comporta custos reduzidos.
Quando expostos à luz direta de 1 AU, uma célula de silício de 6 centímetros de diâmetro pode produzir uma corrente de 0,5 ampere a 0,5 volt, ou seja, cerca de 0.25 watts. O arsenito de gálio é mais eficiente. [carece de fontes?]
O cristal, depois de crescido e dopado com boro, é cortado em pequenos discos, que são polidos para regularizar a superfície. A superfície frontal é dopada com fósforo e condutores metálicos são depositados em cada superfície: um contacto em forma de pente na superfície voltada para o Sol e um contacto extenso no outro lado. Os painéis solares são construídos dessas células cortadas em formas apropriadas, protegidas da radiação e de danos ao manusear por meio da aplicação de uma capa de vidro e cimentada num substrato (seja um painel rígido ou um flexível). As conexões elétricas são feitas em série e em paralelo, conforme se queiram obter maior tensão ou intensidade. A capa que protege deve ser um condutor térmico, pois a célula aquece ao absorver a energia infravermelha do Sol, que não é convertida em energia elétrica. Como o aquecimento da célula reduz a eficiência de operação é desejável reduzir este calor. O resultante desta construção é chamado painel solar.
Um painel solar é um conjunto de células solares. Apesar de cada célula solar fornecer uma quantia relativamente pequena de energia, um conjunto de células solares espalhadas numa grande área pode gerar uma quantidade de energia suficiente para ser útil. Para receber maior quantia de energia, os painéis solares devem estar direcionados para o Sol.

### Painéis solares de baixo custo

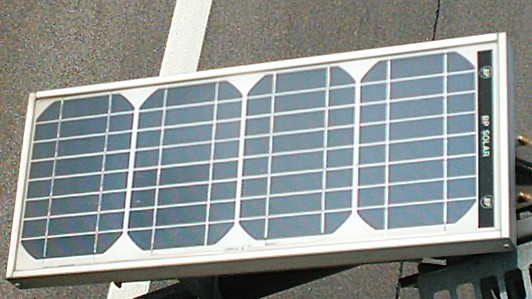
Painel Solar.

Existem diversas iniciativas ao redor do mundo para a produção de placas solares de baixo custo utilizando materiais mais comuns. Um delas é a do World Community Grid, que é um dos braços tecnológicos da Universidade de Harvard nos Estados Unidos da América. Este braço tecnológico trabalha utilizando um software chamado BOINC, que utiliza do processamento computacional compartilhado com voluntários via internet construindo, desta maneira, um supercomputador público para pesquisas científicas utilizando o processamento ocioso do computador para executar o processamento dos projetos do qual o voluntário optou por participar. Existem vários projetos oficialmente suportados.
Um dos projetos desenvolvidos pela Universidade é o The Clean Energy Project que procura as melhores moléculas orgânicas simuladas em ambiente virtual para a produção de painéis solares de baixo custo. Neste projeto, os computadores dos voluntários não faziam apenas cálculos computacionais para descobrir as mais promissoras moléculas fotovoltaicas, mas também faziam cálculos que indicavam qual é o melhor procedimento de fabricação de tais moléculas. Além do que, as simulações eram feitas por meio de átomos facilmente encontrados na natureza, sem a simulação de elementos caros que as células solares costumam ter, para se ter custos baixíssimos em seu fabrico, dando origem a resultados de moléculas orgânicas fotovoltáicas.
Depois de anos de processamento computacional compartilhado, foram disponibilizadas em 24 de junho de 2013 os resultados das moléculas no site http://www.molecularspace.org/ em domínio público. São mais de 20.000 promissoras moléculas processadas. Entre os resultados, foi divulgado que há diversas moléculas com índice de conversão de luz solar em energia elétrica de 10% e algumas com conversão superior a 13%.
Ainda de acordo com o The Clean Energy Project, eles estão desenvolvendo algoritmos genéticos para que as melhores moléculas até então descobertas possam ser aperfeiçoadas por este algoritmo, que utiliza o mesmo princípio da seleção natural biológica, criando novas versões destas moléculas que podem resultar em gerações de moléculas mais eficientes que as anteriores.
Com o desenvolvimento deste trabalho e a primeira disponibilização gratuita sem patentes em domínio público da composição molecular e do processo de fabrico, se espera que os painéis solares sejam, com o tempo, mais viáveis economicamente para fabricação em larga escala pela indústria e até mesmo para as pessoas por meio de tintas fotovoltaicas cujo custo se estima ser o mesmo de 1 metro quadrado de tinta comum.

## Produção mundial de energia solar

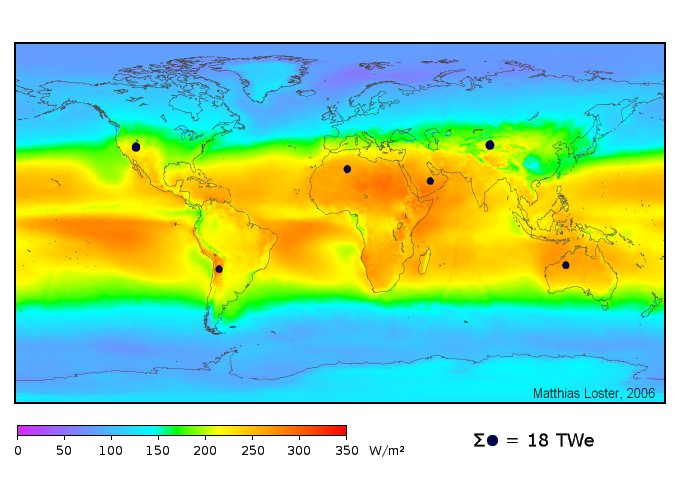
Radiância solar média (W/m²). Nota que este valor corresponde a uma superfície horizontal. Os painéis solares são normalmente dispostos obliquamente, recebendo assim, mais energia. Os pontos negros representam a área necessária para satisfazer as necessidades de energia primária do mundo inteiro.

Estima-se que o total da potência de pico instalada em painéis solares tenha sido da ordem dos 8 GWp (gigawatts-pico)
A tabela seguinte compara a capacidade instalada total com a instalada só em 2007. O total de instalações ligadas à rede elétrica estão separadas das instalações isoladas. A tabela também mostra a capacidade instalada per capita, assim como o preço por watt-pico e o valor pago pelos estados como incentivo à produção de eletricidade a partir de energia solar. A chamada insolação é uma medida do rendimento do painel — por cada kWp pico instalado, quantos kWh são produzidos num ano. Este valor depende de vários fatores controláveis como a orientação do painel em relação ao Sol e o material com que o painel é feito. O número de horas de sol por dia é um fator bastante importante e não se pode controlar.
| País ou região | ****       | Fora da rede (MWp) | Ligado à rede (MWp) | Total (MWp) | Wp/capita Total | Preço €/Wp | kW·h/kWp·yr Insolação | Incentivo cêntimos/kW·h |
| -------------- | ---------- | ------------------ | ------------------- | ----------- | --------------- | ---------- | --------------------- | ----------------------- |
| Mundo          | 2007 Total | 127,9 662,3        | 2130 7178           | 2258 7841   |                 | 2,5–11,2   | 800–2902              | 0–65                    |
| Alemanha       | 2007       | 35                 | 1100                | 1135        | 46.8            | 4,0–5.3    | 1,000–1,300           | 51,8–56,8               |
| Alemanha       | Total      | 35                 | 3827                | 3862        | 46.8            | 4,0–5.3    | 1,000–1,300           | 51,8–56,8               |
| Japão          | 2007       | 1,562              | 208,8               | 210,4       | 15              | 2,96       | 1200–1600             | terminou em 2005        |
| Japão          | Total      | 90,15              | 1829                | 1919        | 15              | 2,96       | 1200–1600             | terminou em 2005        |
| Estados Unidos | 2007       | 55                 | 151,5               | 206,5       | 2,8             | 2,98       | 900–2150              | 1,2–31,04               |
| Estados Unidos | Total      | 325                | 505,5               | 830,5       | 2,8             | 2,98       | 900–2150              | 1,2–31,04               |
| Espanha        | 2007       | 22                 | 490                 | 512         | 15,1            | 3,0–4,5    | 1600–2200             | 18,38–44,04             |
| Espanha        | Total      | 29,8               | 625,2               | 655         | 15,1            | 3,0–4,5    | 1600–2200             | 18,38–44,04             |
| Itália         | 2007       | 0,3                | 69,9                | 70,2        | 2,1             | 3,2–3,6    | 1400–2200             | 36,0–49,0               |
| Itália         | Total      | 13,1               | 107,1               | 120,2       | 2,1             | 3,2–3,6    | 1400–2200             | 36,0–49,0               |
| Austrália      | 2007       | 5,91               | 6,28                | 12,19       | 4,1             | 4,5–5,4    | 1450–2902             | 0–26,4                  |
| Austrália      | Total      | 66,45              | 16,04               | 82,49       | 4,1             | 4,5–5,4    | 1450–2902             | 0–26,4                  |
| Coreia do Sul  | 2007       | 0                  | 42,87               | 42,87       | 1,6             | 3,50–3,84  | 1500–1600             | 56,5–59,3               |
| Coreia do Sul  | Total      | 5943               | 71,66               | 77,60       | 1,6             | 3,50–3,84  | 1500–1600             | 56,5–59,3               |
| França         | 2007       | 0,993              | 30,31               | 31,30       | 1,2             | 3,2–5,1    | 1100–2000             | 30,0–55,0               |
| França         | Total      | 22,55              | 52,68               | 75,23       | 1,2             | 3,2–5,1    | 1100–2000             | 30,0–55,0               |
| Países Baixos  | 2007       | 0,582              | 1,023               | 1,605       | 3.3             | 3,3–4,5    | 1000–1200             | 1,21–9,7                |
| Países Baixos  | Total      | 5,3                | 48                  | 53,3        | 3.3             | 3,3–4,5    | 1000–1200             | 1,21–9,7                |
| Suíça          | 2007       | 0,2                | 6,3                 | 6,5         | 4,9             | 3,18–3,30  | 1200–2000             | 9,53–50,8               |
| Suíça          | Total      | 3,6                | 32,6                | 36,2        | 4,9             | 3,18–3,30  | 1200–2000             | 9,53–50,8               |
| Áustria        | 2007       | 0,055              | 2,061               | 2,116       | 3.4             | 3,6–4,3    | 1200–2000             |                         |
| Áustria        | Total      | 3,224              | 24,48               | 27,70       | 3.4             | 3,6–4,3    | 1200–2000             |                         |
| Canadá         | 2007       | 3,888              | 1,403               | 5,291       | 0.8             | 3,76       | 900–1750              | 0–29,48                 |
| Canadá         | Total      | 22,86              | 2,911               | 25,78       | 0.8             | 3,76       | 900–1750              | 0–29,48                 |
| México         | 2007       | 0,869              | 0,15                | 1,019       | 0.2             | 5,44–6,42  | 1700–2600             | Não tem                 |
| México         | Total      | 20,45              | 0,3                 | 20,75       | 0.2             | 5,44–6,42  | 1700–2600             | Não tem                 |
| Reino Unido    | 2007       | 0,16               | 3,65                | 3,81        | 0.3             | 3.67–5,72  | 900–1300              | 0–11,74                 |
| Reino Unido    | Total      | 1,47               | 16,62               | 18,09       | 0.3             | 3.67–5,72  | 900–1300              | 0–11,74                 |
| Portugal       | 2007       | 0,2                | 14,25               | 14,45       | 1.7             | 6,3-11,4   | 1600–2200             | 65                      |
| Portugal       | Total      | 2,841              | 15,03               | 17,87       | 1.7             | 6,3-11,4   | 1600–2200             | 65                      |

### Grandes instalações solares

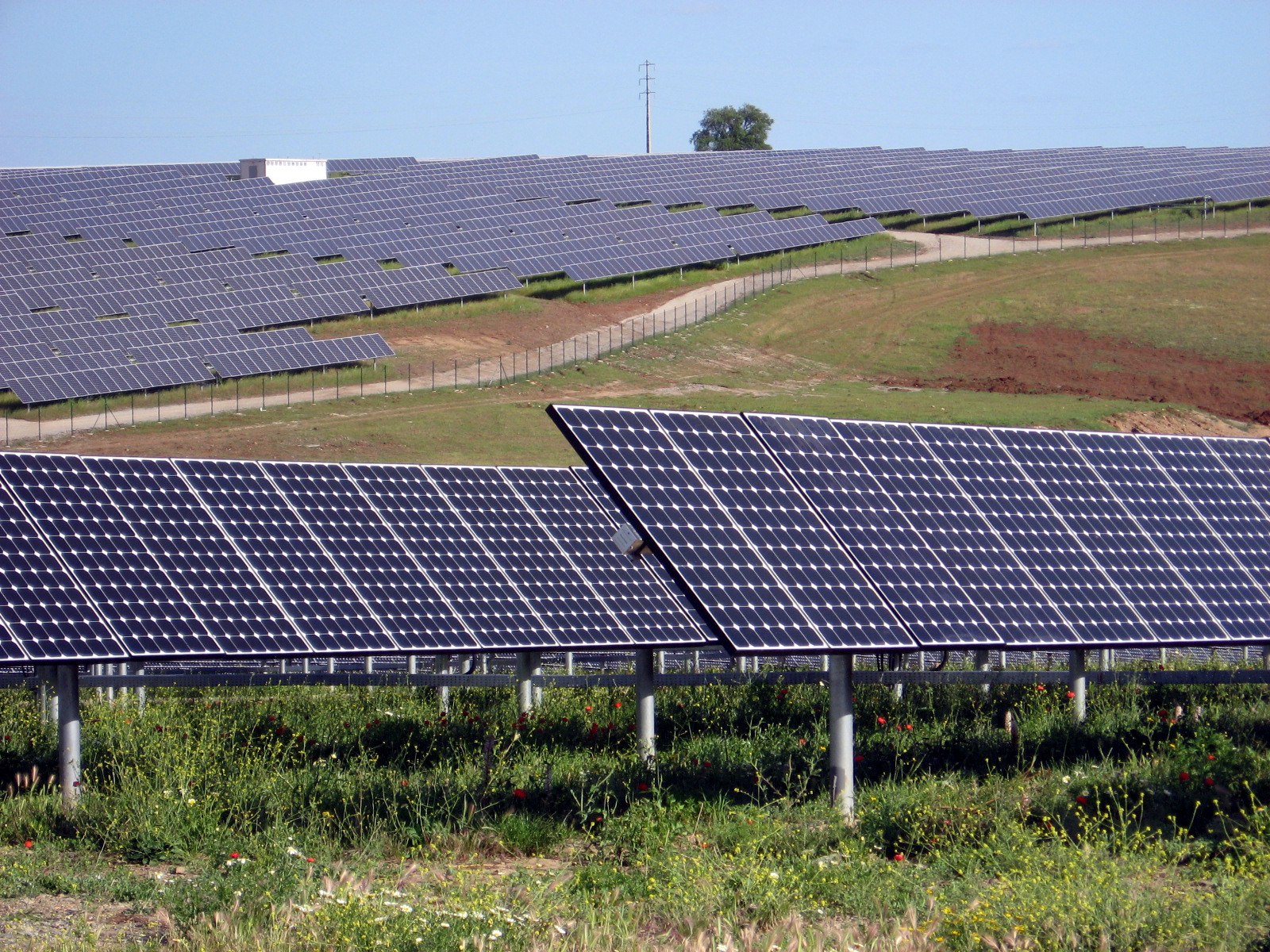
Central Fotovoltaica Hércules em Moura.

O número e dimensão das centrais solares fotovoltaicas têm aumentado substancialmente nos últimos anos, especialmente na Espanha, onde localizam 40 das 50 maiores centrais.

| Posição | Potência de PicoDC | Localização          | Descrição                       | Energia produzida       |
| ------- | ------------------ | -------------------- | ------------------------------- | ----------------------- |
| 1       | 69,6 MW            | Puertollano, Espanha | 400 000 módulos                 | consumo de 39 000 lares |
| 2       | 60 MW              | Olmedilla, Espanha   | 270 000 módulos                 | 85 GWh/ano              |
| 3       | 46,4 MW            | Amareleja, Portugal  | 262 080 módulos                 | 93 GWh/ano              |
| 4       | 40 MW              | Brandis, Alemanha    | 550 000 módulos (em construção) | 40 GWh/ano              |
| 5       | 34 MW              | Arnedo, Espanha      | 172 000 módulos                 | 44 GWh/ano              |

## Aplicações

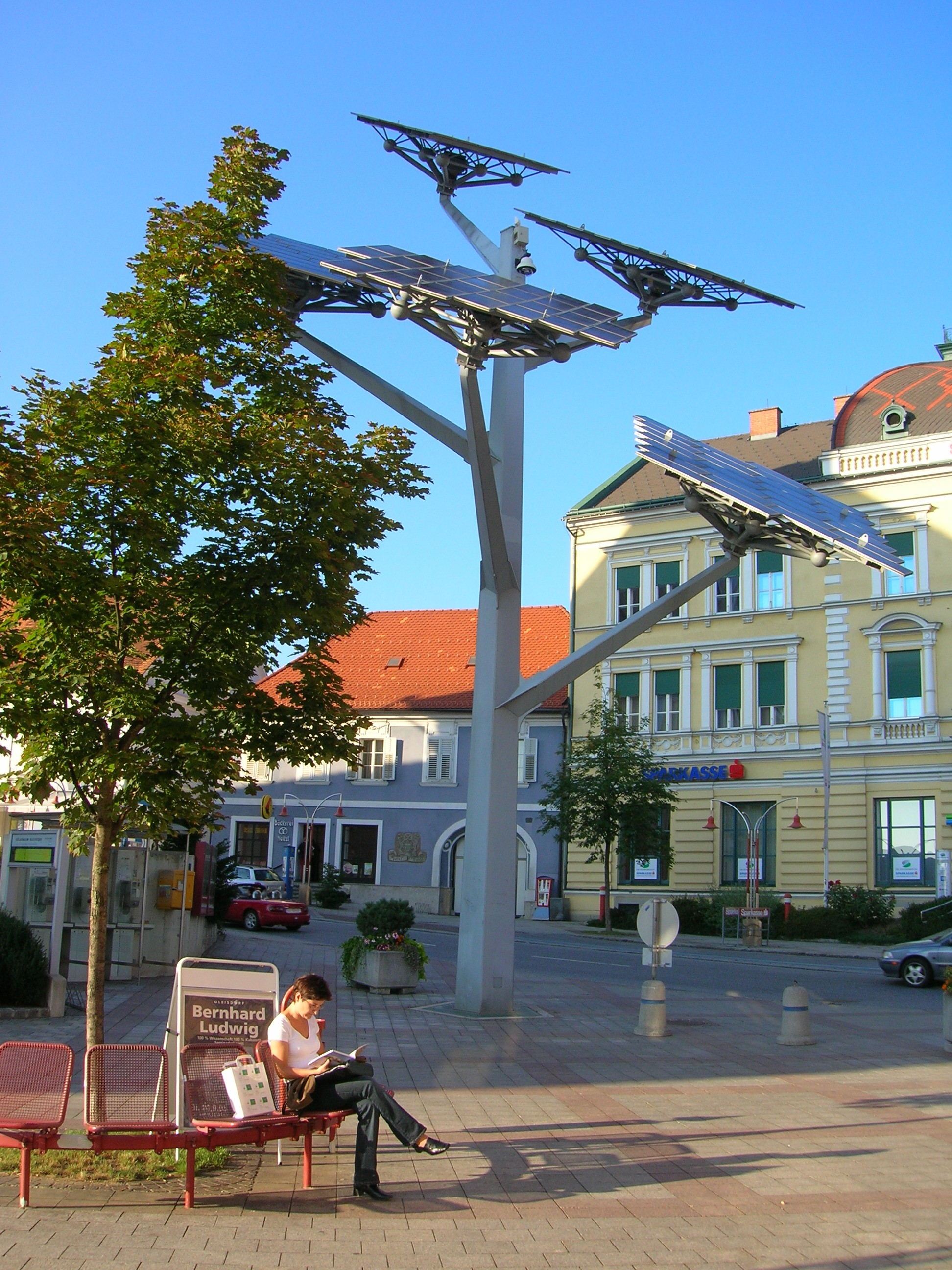
Uma "árvore" fotovoltaica na Áustria.

### Painéis solares no espaço

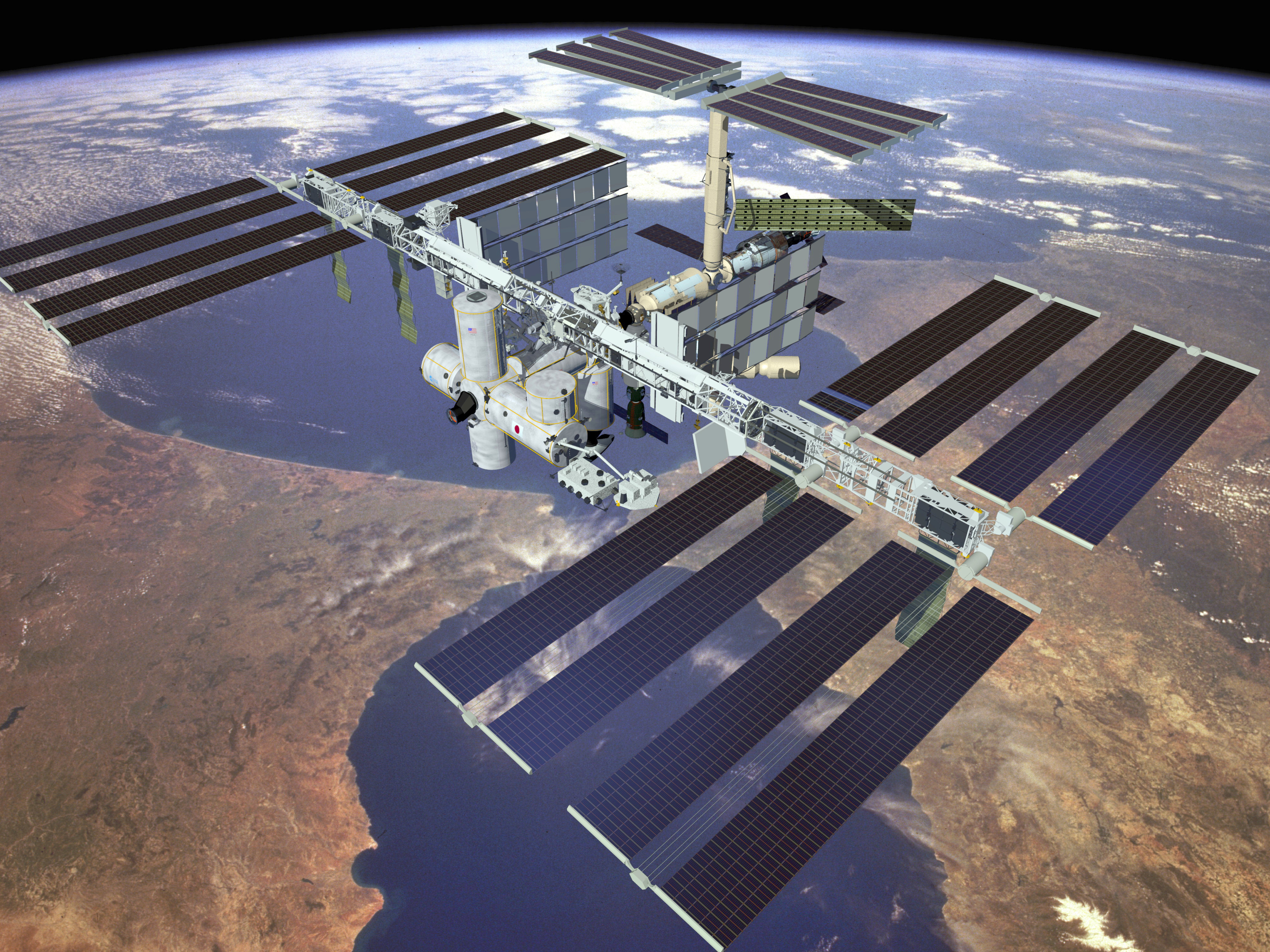
Visão da Estação Espacial Internacional e seus painéis solares.

Provavelmente o uso mais bem sucedido de painéis solares é em veículos espaciais, incluindo a maioria das naves que orbitam a Terra e Marte, e naves viajando rumo a regiões mais internas do sistema solar Nas regiões mais afastadas do Sol, a luz é muito fraca para produzir energia o suficiente e, por isso, são utilizados geradores termoelétricos de radioisótopos .
Alguns pesquisadores estão a desenvolver satélites de energia solar: plantas solares espaciais — satélites com um grande número de células fotovoltaicas que iriam enviar a energia captada para a Terra usando microondas ou lasers. As agências espaciais Japonesa e Europeia têm anunciado plano de desenvolver este tipo de plantas no primeiro quartel do século XXI. [carece de fontes?]
Ao contrário dos foguetes químicos, que são impulsionados por uma reação química no propelente, usando os gases de exaustão como massa de reação, alguns métodos de propulsão de naves espaciais têm uma forma de expelir a massa da reação alimentados por eletricidade. Utilizando energia solar ou energia nuclear, esses métodos possuem um impulso específico. A quantidade de massa necessária para a reação cresce exponencialmente com o aumento da velocidade a ser produzida, porém reduzidamente se o impulso é alto (mas o impulso não deve ser muito alto porque a energia necessária é proporcional para um impulso específico maior). Com a energia solar, a aceleração que pode ser produzida é muito baixa (baixa para um lançamento), mas de muito maior duração. Os tempos de queima são meses ao invés de minutos, o que significa que há mais trabalho desenvolvido com menos massa ejectada.
As naves espaciais são construídas de modo a que os painéis solares possam orientar-se independentemente do movimento da nave. Assim se consegue optimizar a produção de energia orientando o painel na direção da luz, não importando para onde a nave esteja apontando.
Atualmente, a energia solar, além de usada para propulsão, tem sido utilizada em satélites artificiais que orbitam outros planetas. Como exemplo, as sondas Magellan em órbita de Vénus, e a Mars Global Surveyor, de Marte fazem uso da energia solar, da mesma forma que muitos artefatos que orbitam a Terra, como o Telescópio Espacial Hubble. Para missões futuras, é desejável reduzir a massa dos painéis solares e aumentar a potência gerada por unidade de área. Isto reduzirá a massa total da nave, e possibilitará operações a distâncias maiores do Sol. A sonda espacial Rosetta, lançada em 2 de março de 2004, usará painéis solares nas proximidades de Júpiter (5,25 UA); anteriormente, o uso mais distante de painéis solares foi com a espaçonave Stardust, à distância de 2 UA.
A massa dos painéis solares pode ser reduzida utilizando células fotovoltaicas solares de filme fino, feitas de substratos flexíveis. A eficiência pode ser aumentada utilizando novos materiais e concentradores solares que intensificam a luz incidente.
Concentradores fotovoltaicos são dispositivos que intensificam a luz solar nas células. Utilizam lentes planas, chamadas de lentes de Fresnel, que capturam uma grande área da luz do Sol e a concentram num ponto menor. O mesmo princípio é utilizado para gerar fogo com uma lupa num dia soalheiro. Os concentradores solares colocam uma dessas lentes em cada célula solar. Isto focaliza a luz do grande concentrador numa área de célula menor, permitindo que a quantidade de células solares seja reduzida pelo aumento da concentração da luz, reduzindo assim os custos. Os concentradores funcionam melhor quando existe apenas uma fonte de luz e o concentrador pode ser apontado diretamente para ela. Isto é o ideal no espaço, onde o Sol é a única fonte de luz. As células solares são a parte mais cara dos painéis solares, e esses geralmente são uma parte cara das espaçonaves. Esta tecnologia permite que os custos sejam cortados significativamente devido à utilização de menos material pesado. Ao contrário das aplicações em terra nos pontos fixos, geralmente é preferível gastar mais dinheiro numa tecnologia que produza mais energia para um menor peso, isto porque os custos de lançamento são elevadíssimos. Atualmente (2007), paga-se mais para tirar um material da influência gravítica terrestre, do que o seu próprio custo, mesmo que este material consista em metais preciosos.
Aparelhos que utilizam painéis solares
- Avião solar
- Veículo solar
- International Space Station

## Pesquisa
Pesquisadores, em 2019, desenvolveram um algoritmo que aumenta a eficiência da célula solar e reduz o volume de energia atualmente desperdiçado devido à falta de controles adequados. O algoritmo capacita os controladores a gerenciar melhor as flutuações em torno do ponto de potência máxima de um sistema fotovoltaico solar.